# Mortensenenus minus
Mortensenenus minus is een bidsprinkhaankreeftensoort uit de familie van de Coronididae. De wetenschappelijke naam van de soort is voor het eerst geldig gepubliceerd in 1990 door Manning.